# Niedersachsenpokal 2014/15
Der Niedersachsenpokal 2014/15 war die 59. Austragung des niedersächsischen Verbandspokals der Männer im Amateurfußball. Das Finale zwischen dem SV Meppen und dem VfL Osnabrück fand am 13. Mai 2015 in der Hänsch-Arena in Meppen statt.
Pokalsieger wurde zum dritten Mal der VfL Osnabrück mit einem 5:4 n. E. über den SV Meppen.
Beide Finalisten qualifizierten sich über ihre Finalteilnahme für die erste Hauptrunde im DFB-Pokal 2015/16, da Niedersachsen zu den drei Landesverbänden mit den meisten Herrenmannschaften im Spielbetrieb gehört und somit zwei Mannschaften in den Vereinspokal entsenden darf.

## Spielmodus
Es wird zunächst versucht, in 90 Minuten einen Gewinner auszuspielen. Sollte es danach unentschieden stehen, kommt es im Gegensatz zu anderen Pokalwettbewerben direkt zum Elfmeterschießen ohne dreißigminütige Verlängerung. Im Elfmeterschießen wird dann ein Sieger nach dem bekannten Muster ermittelt.

## Teilnehmende Mannschaften
Für den Niedersachsenpokal 2014/15 qualifizierten sich alle niedersächsischen Mannschaften der 3. Liga 2014/15 sowie der Regionalliga Nord 2014/15, alle Mannschaften der Oberliga Niedersachsen 2014/15 und die Bezirkspokalsieger der Saison 2013/14. Ausnahme waren zweite Mannschaften höherklassiger Vereine. Folgende Mannschaften nahmen in diesem Jahr am Niedersachsenpokal teil (In Klammern ist die Ligaebene angegeben, in der der Verein spielt):
| - SV Alfeld (VI) - Blau-Weiß Bornreihe (VI) - FT Braunschweig (IV) - TSC Vahdet Braunschweig (VI) - BV Cloppenburg (IV) - SV Drochtersen/Assel (V) - 1. FC Germania Egestorf/Langreder (V) - Goslarer SC 08 (IV) - 1. SC Göttingen 05 (V) - SV Arminia Hannover (V) | - TSV Havelse (IV) - VfV 06 Hildesheim (V) - SSV Jeddeloh (V) - TuS Lingen (VI) - Lüneburger SK Hansa (IV) - SV Meppen (IV) - Eintracht Northeim (V) - VfB Oldenburg (IV) - VfL Oldenburg (V) - VfL Osnabrück (III) | - TSV Ottersberg (V) - BSV Rehden (IV) - Rotenburger SV (V) - SC Spelle-Venhaus (V) - Teutonia Uelzen (V) - TB Uphusen (V) - Lupo Martini Wolfsburg (V) - 1. FC Wunstorf (V) |

## Termine
Die Spiele des diesjährigen Niedersachsenpokals wurden an folgenden Terminen ausgetragen:
1. Runde: 23./27./30. Juli 2014

Achtelfinale: 5./6./13. August 2014

Viertelfinale: 20. August, 10. September und 8. Oktober 2014

Halbfinale: 2./6. April 2015

Finale: 13. Mai 2015

## 1. Runde
In der ersten Runde standen sich jeweils zwei Mannschaften gegenüber und spielten die Achtelfinalisten aus. Vier Mannschaften erhielten vom NFV Freilose. Dazu gehörten der VfL Osnabrück, FT Braunschweig, TSC Vahdet Braunschweig und der BSV Rehden (In Klammern ist die Ligaebene angegeben, in der der Verein spielt).
| Datum                 |                                       | Ergebnis              |                            |
| --------------------- | ------------------------------------- | --------------------- | -------------------------- |
| 23.07.2014, 19:00 Uhr | TuS Lingen (VI)                       | 1:1 (0:0) (3:4 i. E.) | SV Meppen (IV)             |
| 23.07.2014, 19:00 Uhr | Eintracht Northeim (V)                | 2:5 (1:3)             | Goslarer SC 08 (IV)        |
| 23.07.2014, 19:00 Uhr | Blau-Weiß Bornreihe (VI)              | 0:2 (0:1)             | Lüneburger SK Hansa (IV)   |
| 23.07.2014, 19:30 Uhr | SSV Jeddeloh (V)                      | 3:1 (1:0)             | SC Spelle-Venhaus (V)      |
| 23.07.2014, 19:30 Uhr | SV Alfeld (VI)                        | 1:2 (1:1)             | TSV Havelse (IV)           |
| 27.07.2014, 15:00 Uhr | TB Uphusen (V)                        | 6:1 (2:1)             | VfL Oldenburg (V)          |
| 27.07.2014, 15:00 Uhr | 1. SC Göttingen 05 (V)                | 0:5 (0:3)             | Lupo Martini Wolfsburg (V) |
| 27.07.2014, 15:00 Uhr | 1. FC Germania Egestorf/Langreder (V) | 3:0 (1:0)             | SV Arminia Hannover (V)    |
| 27.07.2014, 15:00 Uhr | VfV 06 Hildesheim (V)                 | 4:4 (1:3) (4:5 i. E.) | 1. FC Wunstorf (V)         |
| 27.07.2014, 15:00 Uhr | Teutonia Uelzen (V)                   | 1:1 (0:1) (4:3 i. E.) | SV Drochtersen/Assel (V)   |
| 27.07.2014, 18:00 Uhr | Rotenburger SV (V)                    | 4:1 (2:1)             | TSV Ottersberg (V)         |
| 30.07.2014, 19:30 Uhr | BV Cloppenburg (IV)                   | 2:2 (0:1) (3:5 i. E.) | VfB Oldenburg (IV)         |

## Achtelfinale
Die Sieger der 1. Runde und die vier Mannschaften mit Freilos spielten in dieser Runde die acht Viertelfinalisten aus (In Klammern ist die Ligaebene angegeben, in der der Verein spielt).
| Datum                 |                                       | Ergebnis              |                          |
| --------------------- | ------------------------------------- | --------------------- | ------------------------ |
| 05.08.2014, 19:00 Uhr | Lupo Martini Wolfsburg (V)            | 1:2 (0:0)             | FT Braunschweig (IV)     |
| 06.08.2014, 19:00 Uhr | BSV Rehden (IV)                       | 2:5 (2:1)             | Lüneburger SK Hansa (IV) |
| 06.08.2014, 19:00 Uhr | TB Uphusen (V)                        | 2:3 (1:1)             | SV Meppen (IV)           |
| 06.08.2014, 19:00 Uhr | SSV Jeddeloh (V)                      | 0:0 (4:5 i. E.)       | VfB Oldenburg (IV)       |
| 06.08.2014, 19:00 Uhr | TSC Vahdet Braunschweig (VI)          | 5:1 (3:0)             | 1. FC Wunstorf (V)       |
| 06.08.2014, 19:00 Uhr | 1. FC Germania Egestorf/Langreder (V) | 1:1 (0:1) (2:4 i. E.) | TSV Havelse (IV)         |
| 06.08.2014, 19:00 Uhr | Teutonia Uelzen (V)                   | 0:0 (2:4 i. E.)       | Rotenburger SV (V)       |
| 13.08.2014, 18:30 Uhr | Goslarer SC 08 (IV)                   | 0:5 (0:2)             | VfL Osnabrück (III)      |

## Viertelfinale
Die Sieger des Achtelfinales ermittelten in vier Spielen die Halbfinalisten (In Klammern ist die Ligaebene angegeben, in der der Verein spielt).
| Datum                 |                              | Ergebnis              |                          |
| --------------------- | ---------------------------- | --------------------- | ------------------------ |
| 20.08.2014, 18:30 Uhr | TSV Havelse (IV)             | 2:2 (2:1) (4:5 i. E.) | Lüneburger SK Hansa (IV) |
| 20.08.2014, 19:30 Uhr | Rotenburger SV (V)           | 0:1 (0:1)             | SV Meppen (IV)           |
| 10.09.2014, 19:30 Uhr | VfL Osnabrück (III)          | 3:0 (0:0)             | FT Braunschweig (IV)     |
| 08.10.2014, 19:30 Uhr | TSC Vahdet Braunschweig (VI) | 0:4 (0:4)             | VfB Oldenburg (IV)       |

## Halbfinale
In diesen zwei Partien wurden die beiden Finalisten des Niedersachsenpokals und damit auch die beiden Teilnehmer des DFB-Pokal 2015/16 ermittelt (In Klammern ist die Ligaebene angegeben, in der der Verein spielt).
| Datum                 |                    | Ergebnis              |                          |
| --------------------- | ------------------ | --------------------- | ------------------------ |
| 02.04.2015, 17:30 Uhr | VfB Oldenburg (IV) | 1:1 (0:0) (2:4 i. E.) | VfL Osnabrück (III)      |
| 06.04.2015, 15:00 Uhr | SV Meppen (IV)     | 2:1 (0:1)             | Lüneburger SK Hansa (IV) |

## Finale
Das Finale fand am 13. Mai 2015 in der Meppener Hänsch-Arena statt.
| Paarung        | SV Meppen – VfL Osnabrück |
| Ergebnis       | 0:0, 4:5 i. E. |
| Datum          | 13. Mai 2015 um 18:30 Uhr |
| Stadion        | Hänsch-Arena, Meppen |
| Zuschauer      | 10.662 |
| Schiedsrichter | Robert Schröder (Hannover) |
| Tore           | Elfmeterschießen: 0:1 Pisot 1:1 Kremer 1:2 Willers 2:2 Rodriguez 2:3 Alvarez 3:3 Maier Gommert hält gegen Kandziora Heuer Fernandes hält gegen Wigger 3:4 Menga 4:4 Hudec 4:5 Iljutschenko Heuer Fernandes hält gegen Wagner                                     |
| SV Meppen      | Benjamin Gommert – Janik Jesgarzewski, Martin Hudec, Dennis Geiger, Sebastian Schepers (90. Marcel Thomas) – Martin Wagner, Jens Robben (78. Viktor Maier), Johan Wigger Daniel Latkowski – Ramiz Pasiov (86. Diego Rodriguez Díaz), Max Kremer                  |
| VfL Osnabrück  | Daniel Heuer Fernandes – David Pisot, Tobias Willers, Davide Grassi, Michael Hohnstedt (78. Alexander Dercho) – Stephan Thee (59. Stanislaw Iljutschenko), Christian Groß, Sofien Chahed, Maik Odenthal (46. Marcel Kandziora) – Marcos Álvarez, Addy-Waku Menga |
| Gelbe Karten   | Schepers, Robben, Wagner – Alvarez, Chahed, Willers |